# The Good Die Young (película)
The Good Die Young (en España: Los buenos mueren jóvenes) es una película británica dirigida por Lewis Gilbert, en el año 1954.
La película es un thriller realizado en el Reino Unido por las producciones de Remus, con una serie de personajes americanos. El guion fue basado en el libro del mismo nombre escrito por Richard Macaulay.

## Argumento
Cuatro hombres se ven en un coche, al parecer, a punto de cometer un delito grave. Como cada uno de los hombres que respetan la ley anteriormente llegó a estar en esta posición es entonces explorado. Mike (Stanley Baker) es un boxeador de envejecimiento que está lesionado y no poder encontrar trabajo. Joe (Richard Basehart) es un empleado de fuera de la obra que tiene que volar a los Estados Unidos con su joven esposa (Joan Collins) para escapar de su apego y madre inestable. Rafe (Laurence Harvey) es un 'gentleman' gorrón y sinvergüenza con deudas de juego, mientras que Eddie (John Ireland) es un piloto con una esposa infiel que ha ido sin permiso de la Fuerza Aérea de los EE. UU.

## Reparto
- Laurence Harvey - Miles 'Rave' Ravenscourt
- Gloria Grahame - Denise Blaine
- Richard Basehart - Joe Halsey
- Joan Collins - Mary Halsey
- John Ireland - Eddie Blaine
- Rene Ray - Angela Morgan
- Stanley Baker - Mike Morgan
- Margaret Leighton - Eve Ravenscourt
- Robert Morley - Sir Francis Ravenscourt
- Freda Jackson - Mrs Freeman
- James Kenney - Dave, hermano de Angela
- Susan Shaw - Doris, chica en el pub
- Lee Patterson - Tod Maslin
- Sandra Dorne - chica guapa
- Leslie Dwyer - Stookey
- Patricia McCarron - Carole
- George Rose - Bunny
- Joan Heal - Mujer
- Walter Hudd - Dr Reed

## Producción
La película fue filmada en Londres y en los Estudios Shepperton, también hay escenas de BOAC Boeing Stratocruiser avión en el aeropuerto de Heathrow. Posteriormente Laurence Harvey se casó con Margaret Leighton, quien interpretó a su esposa en la película.
La novela original se desarrollaba en los Estados Unidos, y los guionistas tuvieron que introducir importantes modificaciones para que las situaciones resultaran creíbles en la Inglaterra de 1950.
- Datos: Q3422700